# Madalena e Beselga
Madalena e Beselga (oficialmente: União das Freguesias de Madalena e Beselga) é uma freguesia portuguesa do município de Tomar, com 44,44 km² de área e 3421 habitantes (censo de 2021). 
A sua densidade populacional é 77 hab./km².
Nesta freguesia realiza-se o Festival Bons Sons, todos os anos, na localidade de Cem Soldos.
É nesta freguesia que se situa a aldeia de Porto da Lage. 

## História
Foi criada aquando da reorganização administrativa de 2012/2013, resultando da agregação das antigas freguesias de Madalena e Beselga.
Tem sede na Estrada de Caldelas, 220, Cem Soldos, 2305-417 Madalena TMR.

## Demografia
A população registada nos censos foi:
| Distribuição da População por Grupos Etários | Distribuição da População por Grupos Etários | Distribuição da População por Grupos Etários | Distribuição da População por Grupos Etários | Distribuição da População por Grupos Etários | Distribuição da População por Grupos Etários |
| -------------------------------------------- | -------------------------------------------- | -------------------------------------------- | -------------------------------------------- | -------------------------------------------- | -------------------------------------------- |
| Antes da agregação                           |                                              |                                              |                                              |                                              |                                              |
| Ano                                          | 0-14 anos                                    | 15-24 anos                                   | 25-64 anos                                   | >= 65 anos                                   | Total                                        |
| 2001                                         | 674                                          | 566                                          | 2173                                         | 933                                          | 4346                                         |
| 2011                                         | 512                                          | 442                                          | 2063                                         | 973                                          | 3990                                         |
| Após a agregação                             |                                              |                                              |                                              |                                              |                                              |
| Ano                                          | 0-14 anos                                    | 15-24 anos                                   | 25-64 anos                                   | >= 65 anos                                   | Total                                        |
| 2021                                         | 319                                          | 325                                          | 1756                                         | 1021                                         | 3421                                         |